# Dubbelt supinum
Dubbelt supinum, eller dubbelsupinum, är en språklig konstruktion i svenskan som innebär att man i verbkedjor använder sig av flera supinumformer i rad. Exempel på vanliga former av dubbelsupinum är kunnat gjort och velat haft. Dubbelsupinum är vanligt i många mellansvenska dialekter. I det nationella svenska skriftspråket använder man sig normalt av supinum + infinitiv i motsvarande konstruktioner, så att nämnda exempel skrivs kunnat göra respektive velat ha. Inom språkvården har dubbelsupinum länge varit mycket omdiskuterat.

## Exempel
- Dubbelt supinum: Jag hade kunnat lagat bilen tidigare.
- Supinum + infinitiv: Jag hade kunnat laga bilen tidigare.